# Petter Northug
Petter Northug (Levanger, 6 gennaio 1986) è un ex fondista norvegese. Con 13 ori iridati, è considerato il più forte fondista di tutti i tempi.
È fratello di Tomas ed Even, a loro volta fondisti di alto livello.

## Biografia

### Stagioni 2003-2006
Originario di Framverran di Mosvik, fino alla stagione 2004-2005 ha gareggiato prevalentemente nella Scandinavian Cup e nella Coppa Continentale. Durante la stagioni 2004-2005 e 2005-2006 nella Scandinavian Cup ha ottenuto sette podi (quattro vittorie, tre secondi posti) e nel 2006 ha vinto il trofeo.
In Coppa del Mondo ha esordito il 9 marzo 2005 nello sprint a tecnica classica di Drammen (35°) e ha cominciato a gareggiare regolarmente nella stagione 2005-2006, quando ha colto la prima vittoria, nonché primo podio, l'8 marzo 2006 nell'inseguimento di Falun battendo i tedeschi Tobias Angerer e Axel Teichmann. Ha chiuso in 14ª posizione nella classifica generale e in 24° quella di sprint.
Ha preso parte a tre edizioni dei Mondiali juniores, dal 2004 al 2006, vincendo sei medaglie d'oro; è stato il primo atleta a vincere cinque ori individuali nella storia della competizione.
Northug non è però stato convocato per i XX Giochi olimpici invernali di Torino 2006. In Norvegia la decisione è stata contestata anche alla luce dei deludenti risultati conseguiti in quell'occasione dalla nazionale norvegese (nessun oro, tre argenti e un bronzo), ritenuti insufficienti alla luce della tradizione della nazione scandinava (che guida con ampio margine il medagliere olimpico per nazioni).

### Stagioni 2007-2017
Ai Mondiali di Sapporo del 2007, sua prima partecipazione iridata, ha vinto l'oro come staffettista della prova a squadre 4x10 km.
Nella stagione 2008-2009 ha chiuso al secondo posto nella classifica generale di Coppa del Mondo, dietro allo svizzero Dario Cologna e dopo essere stato a lungo al comando, fino alle Finali del 18-22 marzo. Ai Mondiali di Liberec, evento centrale della stagione, ha vinto tre medaglie d'oro: nell'inseguimento 15 km + 15 km, nella staffetta 4x10 km e nella 50 km a tecnica libera con partenza in linea.
Ai XXI Giochi olimpici invernali di Vancouver 2010 ha partecipato a tutte e sei le gare di fondo in programma, vincendo quattro medaglie: ha conquistato il primo oro il 22 febbraio nello sprint a squadre, in coppia con Øystein Pettersen. Nella stessa stagione ha vinto la Coppa del Mondo generale e quella di distanza, mentre in quella di sprint ha chiuso al secondo posto.
Ai Mondiali di Oslo, nel 2011, ha vinto cinque medaglie (tre d'oro e due d'argento) nelle sei gare in programma. In Coppa del Mondo è stato secondo nella classifica generale. Terzo nella Coppa del Mondo 2012, nel 2013 è tornato a vincere la coppa di cristallo; ai Campionati mondiali di sci nordico della Val di Fiemme di quell'anno ha vinto due medaglie.
Ai XXII Giochi olimpici invernali di Soči 2014 si è classificato 18º nella 50 km, 16º nello skiathlon, 10º nello sprint, 4º nello sprint a squadre e 4º nella staffetta. L'anno successivo ai Mondiali di Falun ha vinto la medaglia d'oro nella 50 km, nello sprint, nello sprint a squadre e nella staffetta, classificandosi inoltre 62º nella 15 km e 11º nello skiathlon; quell'anno in Coppa del Mondo ha vinto il Tour de Ski. Ai Mondiali di Lahti 2017 si è classificato 5° nella sprint e 8º nella 50 km.
Il 12 dicembre 2018 annuncia il ritiro dalle competizioni.

## Palmarès

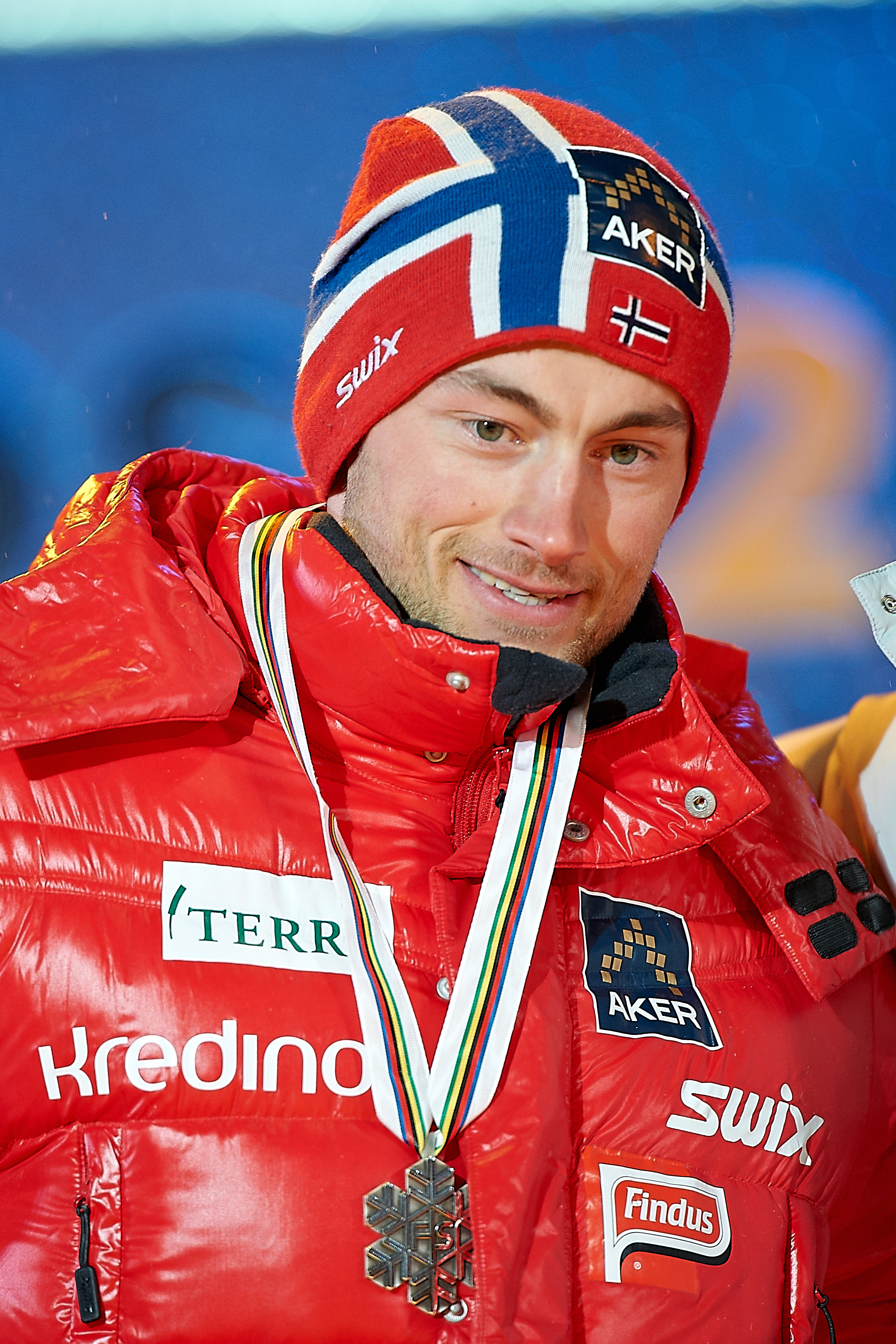
Petter Northug sul podio dello sprint ai Campionati mondiali di sci nordico 2011

### Olimpiadi
- 4 medaglie:
  - 2 ori (50 km, sprint a squadre a Vancouver 2010)
  - 1 argento (staffetta a Vancouver 2010)
  - 1 bronzo (sprint a Vancouver 2010)

### Mondiali
- 16 medaglie:
  - 13 ori (staffetta a Sapporo 2007; 50 km, inseguimento, staffetta a Liberec 2009; 50 km, inseguimento, staffetta a Oslo 2011; 15 km, staffetta a Val di Fiemme 2013; 50 km, sprint, sprint a squadre, staffetta a Falun 2015)
  - 3 argenti (sprint, sprint a squadre a Oslo 2011; sprint a Val di Fiemme 2013)

### Mondiali juniores
- 8 medaglie:
  - 6 ori (10 km, inseguimento a Rovaniemi 2005; 10 km, sprint, inseguimento, staffetta a Kranj 2006)
  - 2 argenti (sprint, staffetta a Rovaniemi 2005)

### Coppa del Mondo
- Vincitore della Coppa del Mondo nel 2010 e nel 2013
- Vincitore della Coppa del Mondo di distanza nel 2010
- 52 podi (40 individuali, 12 a squadre):
  - 29 vittorie (20 individuali, 9 a squadre)
  - 13 secondi posti (12 individuali, 1 a squadre)
  - 10 terzi posti (8 individuali, 2 a squadre)

#### Coppa del Mondo - vittorie
| Data                           | Località                                      | Nazione                  | Spec.                                                                         |
| ------------------------------ | --------------------------------------------- | ------------------------ | ----------------------------------------------------------------------------- |
| 8 marzo 2006                   | Falun                                         | Svezia                   | 20 km PU                                                                      |
| 10 marzo 2007                  | Lahti                                         | Finlandia                | Sprint TL                                                                     |
| 25 marzo 2007                  | Falun                                         | Svezia                   | 4x10 km (con Øystein Pettersen, Odd-Bjørn Hjelmeset e Frode Estil)            |
| 24 febbraio 2008               | Falun                                         | Svezia                   | 4x10 km (con Martin Johnsrud Sundby, Chris Andre Jespersen e Morten Eilifsen) |
| 23 novembre 2008               | Gällivare                                     | Svezia                   | 4x10 km (con Martin Johnsrud Sundby, Eldar Rønning e Tore Ruud Hofstad)       |
| 6 dicembre 2008                | La Clusaz                                     | Francia                  | 30 km TL                                                                      |
| 7 dicembre 2008                | La Clusaz                                     | Francia                  | 4x10 km (con Tor-Arne Hetland, Martin Johnsrud Sundby e Tord Asle Gjerdalen)  |
| 7 marzo 2009                   | Lahti                                         | Finlandia                | Sprint TL                                                                     |
| 22 novembre 2009               | Beitostølen                                   | Norvegia                 | 4x10 km (con Eldar Rønning, Martin Johnsrud Sundby e Ronny André Hafsås)      |
| 29 novembre 2009               | Kuusamo                                       | Finlandia                | 15 km TC                                                                      |
| 19 dicembre 2009               | Rogla                                         | Slovenia                 | Sprint TC                                                                     |
| 20 dicembre 2009               | Rogla                                         | Slovenia                 | 30 km TC MS                                                                   |
| 13 marzo 2010                  | Oslo                                          | Norvegia                 | 50 km TL MS                                                                   |
| 17-21 marzo 2010               | Stoccolma/Falun                               | Svezia                   | Finali                                                                        |
| 16-20 marzo 2011               | Stoccolma/Falun                               | Svezia                   | Finali                                                                        |
| 20 novembre 2011               | Sjusjøen                                      | Norvegia                 | 4x10 km (con Eldar Rønning, Finn Hågen Krogh e Lars Berger)                   |
| 25-27 novembre 2011            | Kuusamo                                       | Finlandia                | Nordic Opening                                                                |
| 10 dicembre 2011               | Davos                                         | Svizzera                 | 30 km TL                                                                      |
| 17 dicembre 2011               | Rogla                                         | Slovenia                 | 15 km TC MS                                                                   |
| 12 febbraio 2012               | Nové Město na Moravě                          | Rep. Ceca                | 4x10 km (con Eldar Rønning, Niklas Dyrhaug e Martin Johnsrud Sundby)          |
| 23 novembre 2012               | Gällivare                                     | Svezia                   | 4x7,5 km (con Eldar Rønning, Martin Johnsrud Sundby e Sjur Røthe)             |
| 30 novembre-2 dicembre 2011    | Kuusamo                                       | Finlandia                | Nordic Opening                                                                |
| 1º febbraio 2013               | Soči                                          | Russia                   | SP TL                                                                         |
| 10 marzo 2013                  | Lahti                                         | Finlandia                | 15 km TC                                                                      |
| 13 marzo 2013                  | Drammen                                       | Norvegia                 | SP TC                                                                         |
| 20-24 marzo 2013               | Stoccolma/Falun                               | Svezia                   | Finali                                                                        |
| 3 gennaio 2015 11 gennaio 2015 | Oberstdorf Val Müstair Dobbiaco Val di Fiemme | Germania Svizzera Italia | Tour de Ski                                                                   |
| 6 dicembre 2015                | Lillehammer                                   | Norvegia                 | 4x7,5 km (con Niklas Dyrhaug, Hans Christer Holund e Martin Johnsrud Sundby)  |
| 3 febbraio 2016                | Drammen                                       | Norvegia                 | SP TC                                                                         |

Legenda:

TC = tecnica classica

TL = tecnica libera

SP = sprint

MS = partenza in linea

PU = inseguimento

#### Coppa del Mondo - competizioni intermedie
- Vincitore del Tour de Ski nel 2015
- Vincitore del Nordic Opening nel 2012 e nel 2013
- Vincitore delle Finali nel 2010, nel 2011 e nel 2013
- 44 podi di tappa:
  - 18 vittorie
  - 17 secondi posti
  - 9 terzi posti

##### Coppa del Mondo - vittorie di tappa
| Data             | Località                   | Nazione   | Competizione   | Spec.       |
| ---------------- | -------------------------- | --------- | -------------- | ----------- |
| 4 gennaio 2008   | Asiago                     | Italia    | Tour de Ski    | Sprint TL   |
| 1º gennaio 2009  | Nové Město na Moravě       | Rep. Ceca | Tour de Ski    | Sprint TL   |
| 1º gennaio 2010  | Oberhof                    | Germania  | Tour de Ski    | 3,7 km TL   |
| 2 gennaio 2010   | Oberhof                    | Germania  | Tour de Ski    | 15 km TC HS |
| 6 gennaio 2010   | Cortina d'Ampezzo/Dobbiaco | Italia    | Tour de Ski    | 35 km TL HS |
| 20 marzo 2010    | Falun                      | Svezia    | Finali         | 20 km PU    |
| 8 gennaio 2011   | Val di Fiemme              | Italia    | Tour de Ski    | 20 km TC MS |
| 19 marzo 2011    | Falun                      | Svezia    | Finali         | 20 km PU    |
| 26 novembre 2011 | Kuusamo                    | Finlandia | Nordic Opening | 10 km TL    |
| 29 dicembre 2011 | Oberhof                    | Germania  | Tour de Ski    | 3,7 km TL   |
| 1º gennaio 2012  | Oberstdorf                 | Germania  | Tour de Ski    | 20 km PU    |
| 29 dicembre 2012 | Oberhof                    | Germania  | Tour de Ski    | 4 km TL     |
| 3 gennaio 2013   | Cortina d'Ampezzo/Dobbiaco | Italia    | Tour de Ski    | 35 km TL PU |
| 20 marzo 2013    | Stoccolma                  | Svezia    | Finali         | SP TC       |
| 22 marzo 2013    | Falun                      | Svezia    | Finali         | 3,75 km TL  |
| 4 gennaio 2014   | Oberstdorf                 | Germania  | Tour de Ski    | 10 km TC    |
| 4 gennaio 2015   | Oberstdorf                 | Germania  | Tour de Ski    | 15 km TC PU |
| 8 gennaio 2015   | Dobbiaco                   | Italia    | Tour de Ski    | 25 km TL PU |

Legenda:

TC = tecnica classica

TL = tecnica libera

SP = sprint

HS = partenza a handicap

MS = partenza in linea

PU = inseguimento

### Marathon Cup
- Miglior piazzamento in classifica generale: 10º nel 2013 e nel 2014
- 3 podi:
  - 2 vittorie
  - 1 terzo posto

#### Marathon Cup - vittorie
| Data             | Gara        | Luogo   | Paese  | Distanza    |
| ---------------- | ----------- | ------- | ------ | ----------- |
| 16 dicembre 2012 | La Sgambeda | Livigno | Italia | 42 km TL MS |
| 15 dicembre 2013 | La Sgambeda | Livigno | Italia | 42 km TL MS |

Legenda:

MS = partenza in linea

TL = tecnica libera

### Campionati norvegesi
- 6 medaglie:
  - 3 ori (15 km TL nel 2007; 50 km TL MS nel 2011; inseguimento nel 2013)
  - 3 bronzi (15 km TL, inseguimento nel 2008; inseguimento nel 2014)